# 李佳 (1961年)
李佳（1961年1月— ），男，汉族，辽宁大连人，中华人民共和国政治人物。辽宁大学化学系分析化学专业本科毕业，东北大学文法学院科学技术哲学专业在职研究生学历，哲学博士学位。中共第十八届、十九届中央候补委员。曾任内蒙古自治区政协主席、山西省政协主席。

## 生平
1979年8月，在辽宁大学化学系分析化学专业学习。1983年8月，大学毕业后分配到辽宁省分析预测研究中心工作，历任技术员、助理工程师，科技科副科长、科长，科技经营部部长、中心主任助理、工程师等职务。1985年3月加入中国共产党。
1990年9月，任辽宁省科学技术委员会计划处主任科员。同年12月，任辽宁省分析测试研究中心副主任。1992年4月，任辽宁省科学技术委员会科技成果处副处长，1994年6月任处长。1996年5月，任辽宁省科学技术委员会副主任、党组成员（1995年10月—1997年3月，在东北大学文法学院科学技术哲学专业在职研究生学习，获得哲学硕士学位）。1998年8月，任辽宁省科学技术委员会副主任、党组副书记。
2000年1月，辽宁省科委撤销成立辽宁省科技厅后，出任副厅长、党组副书记（1998年3月—2000年9月，在东北大学文法学院科学技术哲学专业在职研究生学习，获得哲学博士学位）。2000年11月，任中共沈阳市委常委，次月任沈阳市人民政府常务副市长（2000年3月—2001年1月，在中央党校中青班学习）。2004年7月，任辽宁省人民政府副省长。
2008年12月，任中共内蒙古自治区党委常委、组织部部长。2011年10月，任中共内蒙古自治区党委副书记。同年11月，不再兼任自治区党委组织部部长，改兼自治区党委政法委书记、党校校长。2016年2月，不再兼任自治区党委政法委书记。同年11月，再度兼任自治区党委政法委书记。2018年1月28日，政协内蒙古自治区第十二届委员会第一次全体会议选举李佳为自治区政协主席。
同年3月，不再兼任中共内蒙古自治区党委副书记、政法委书记职务。2019年1月，调任山西省政协党组书记。同年1月29日，当选为山西省政协主席。
2022年8月2日，被免去山西省政协主席职务。同月24日，被撤销第十三届全国政协委员资格。当月被撤销党内职务和政务撤职，降为副省部级，十九大代表资格终止。中央纪委国家监委通报称，李佳同志严重违反党的纪律，并构成职务违法，应予严肃处理。鉴于其违反组织纪律行为发生在党的十八大前，且其能够配合组织工作，如实说明本人违纪违法问题，主动上交违纪违法所得，按照惩前毖后、治病救人的原则，对其可予从轻处理。在中共十八大后的落马官员中，违纪行为都发生在十八大之前的十分罕见。